# Tugusari (Sumber Jaya)
Tugusari is een bestuurslaag in het regentschap Lampung Barat van de provincie Lampung, Indonesië. Tugusari telt 7048 inwoners (volkstelling 2010).